# Jay Duplass
Jay Duplass, nome completo Lawrence John Duplass Jr. (New Orleans, 7 marzo 1973), è un regista, sceneggiatore, attore e produttore cinematografico statunitense, noto esponente del movimento mumblecore.

## Biografia
Nato a New Orleans, figlio di Cynthia "Cindy" Ernst e Lawrence "Larry" Duplass. Assieme al fratello Mark inizia a dirige e scrivere vari cortometraggi, passati con successo al Sundance Film Festival, nel 2005 Duplass, sempre in collaborazione col fratello, dirige, scrive, produce ed interpreta il lungometraggio The Puffy Chair, che vince il premio del pubblico al Sundance 2005 e ottiene due candidature agli Independent Spirit Awards. Duplas, suo fratello Mark, Lynn Shelton ed Andrew Bujalski hanno contribuito incisivamente alla fondazione di un movimento americano di cinema indipendente sorto nel 2000 e noto come Mumblecore.
Successivamente i fratelli Duplass scrivono e dirigono Baghead, Cyrus e A casa con Jeff. Come attore ha recitato nelle serie televisive The Mindy Project e Transparent. I fratelli Duplass hanno creato per il canale via cavo HBO le serie televisive Togetherness e Room 104.

## Film preferiti
Nel 2012, Duplass ha partecipato ai sondaggi cinematografici di Sight & Sound di quell'anno. Tenuti ogni dieci anni per selezionare i più grandi film di tutti i tempi, ai registi contemporanei veniva chiesto di scegliere dieci film a loro scelta.
- American Movie (USA, 1999)
- The Big Lebowski (USA, 1998)
- Close-Up (Iran, 1990)
- The Horse Boy (USA, 2009)
- Raising Arizona (USA, 1987)
- Rocky (USA, 1976)
- The Thin Blue Line (USA, 1989)
- Tootsie (USA, 1982)
- Who's Afraid of Virginia Woolf? (USA, 1966)
- A Woman Under the Influence (USA, 1974)

## Filmografia parziale

### Attore

#### Cinema
- Connect 5, regia di Andy Fisher (1996)
- Nights and Weekends, regia di Greta Gerwig e Joe Swanberg (2008)
- Slacker 2011, registi vari (2011)
- Manson Family Vacation, regia di J. Davis (2015)
- Città di carta (Paper Towns), regia di Jake Schreier (2015)
- Rainbow Time, regia di Linas Phillips (2016)
- Landline, regia di Gillian Robespierre (2017)
- Outside In, regia di Lynn Shelton (2017)
- Prospect, regia di Zeek Earl e Christopher Caldwell (2018)
- Beatriz at Dinner, regia di Miguel Arteta (2017)
- Duck Butter, regia di Miguel Arteta (2018)
- The Oath, regia di Ike Barinholtz (2018)
- Pink Wall, regia di Tom Cullen (2019)
- Phil, regia di Greg Kinnear (2019)
- Horse Girl, regia di Jeff Baena (2020)
- Pain Hustlers - Il business del dolore (Pain Hustlers), regia di David Yates (2023)

#### Televisione
- The Mindy Project – serie TV, 13 episodi (2012-2017)
- Search Party – serie TV, 5 episodi (2017)
- Transparent – serie TV, 42 episodi (2014-2019)
- La direttrice (The Chair) – serie TV, 6 episodi (2021)
- L'ammutinamento del Caine - Corte marziale (The Caine Mutiny Court-Martial), regia di William Friedkin – film TV (2023)
- Industry – serie TV, 7 episodi (2022)
- Percy Jackson e gli dei dell'Olimpo - serie TV (2023-in corso)
- Dying for Sex, regia di Shannon Murphy e Chris Teague – miniserie TV, 5 puntate (2025)

### Regista
- The New Brad (2002) - cortometraggio
- This Is John (2003) - cortometraggio
- Scrapple (2004) - cortometraggio
- The Puffy Chair (2005)
- The Intervention (2005) - cortometraggio
- Baghead (2008)
- Cyrus (2010)
- Slacker 2011 (2011)
- A casa con Jeff (Jeff, Who Lives at Home) (2011)
- Kevin (2011) - documentario
- The Do-Deca-Pentathlon (2012)
- Togetherness – serie TV (2015)

### Sceneggiatore
- The New Brad (2002) - cortometraggio
- Scrapple (2004) - cortometraggio
- The Puffy Chair (2005)
- Baghead (2008)
- Cyrus (2010)
- A casa con Jeff (Jeff, Who Lives at Home) (2011)
- Kevin (2011) - documentario
- The Do-Deca-Pentathlon (2012)
- Togetherness – serie TV (2015)
- Tavolo n.19 (Table 19) (2017) - soggetto
- Outside In, regia di Lynn Shelton (2017)
- Room 104 – serie TV (2017)

### Produttore
- Connect 5, regia di Andy Fisher (1996)
- The New Brad (2002) - cortometraggio
- Death for Sale (2003) - cortometraggio
- Scrapple (2004) - cortometraggio
- The Puffy Chair (2005)
- Baghead (2008)
- Lovers of Hate (2010)
- Kevin (2011) - documentario
- Safety Not Guaranteed, regia di Colin Trevorrow (2012)
- The Do-Deca-Pentathlon (2012)
- Black Rock (2012)
- Bad Milo!, regia di Jacob Vaughan (2013)
- The One I Love, regia di Charlie McDowell (2014)
- Uniti per sempre (The Skeleton Twins), regia di Craig Johnson (2014)
- Adult Beginners (2014)
- 6 anni (6 Years), regia di Hannah Fidell (2015)
- Tangerine (2015)
- The Bronze - Sono la numero 1 (The Bronze), regia di Bryan Buckley (2015)
- Blue Jay, regia di Alex Lehmann (2016)
- Room 104 – serie TV (2017-2020)
- Outside In, regia di Lynn Shelton (2017)
- Duck Butter, regia di Miguel Arteta (2018)
- Paddleton, regia di Alex Lehmann (2019)

## Doppiatori italiani
Nelle versioni in italiano dei suoi lavori, Paul Rust è stato doppiato da:
- Ruggero Andreozzi in Transparent, Transparent - Finale musicale
- Roberto Gammino in Room 104, Stumptown
- Stefano Brusa in Pain Hustlers - Il business del dolore, Percy Jackson e gli dei dell'Olimpo
- Riccardo Scarafoni in Horse Girl
- Giorgio Borghetti in La direttrice

Da doppiatore è sostituito da:
- Luca Mannocci in Animals

## Pubblicazioni
- (EN) Mark Duplass e Jay Duplass, Like Brothers, prefazione di Mindy Kaling, Ballantine Books, 2018, ISBN 978-1101967713.